# Rozwielitka hełmiasta
Rozwielitka hełmiasta (Daphnia (Daphnia) cucullata) – gatunek wioślarki z rodzaju dafnia (Daphnia) i podrodzaju Daphnia s. str., należący do rodziny Daphniidae. Jej skorupka jest prześwitująca, szklista o owalnym i bocznie spłaszczonym kształcie. Męskie osobniki sięgają rozmiarów 0,8–1 mm, natomiast żeńskie 1–2 mm.
Występuje w jeziorach, rzadziej w stawach, często w znacznych liczebnościach.